# Guadalupe Victoria, Rayón
Guadalupe Victoria är en ort i Mexiko.   Den ligger i kommunen Rayón och delstaten Chiapas, i den sydöstra delen av landet, 700 km öster om huvudstaden Mexico City. Guadalupe Victoria ligger 1 973 meter över havet och antalet invånare är 286.
Terrängen runt Guadalupe Victoria är varierad. Guadalupe Victoria ligger uppe på en höjd. Runt Guadalupe Victoria är det ganska tätbefolkat, med 86 invånare per kvadratkilometer. Närmaste större samhälle är Rayón, 2,9 km nordväst om Guadalupe Victoria. I omgivningarna runt Guadalupe Victoria växer i huvudsak städsegrön lövskog.